# كلاوديو أوسوريو
كلاوديو أوسوريو (بالإسبانية: Claudio Osorio)‏ هو رائد أعمال فنزويلي، ولد في 16 نوفمبر 1958.